# Daewoo K3
Das Daewoo K3 war die dritte Schusswaffe nach dem Daewoo K1 und dem Daewoo K2 die in Südkorea entwickelt wurde. Das K3 wurde vom FN Minimi und dem amerikanischen M249 inspiriert.

## Technik
Das K3 Maschinengewehr ist im Vergleich zu anderen Maschinengewehren mit 6,85 kg leicht. Die Waffe verwendet entweder einen Munitionsgurt oder ein 30-Schuss-STANAG-Magazin wie das K1 und das K2. Die Waffe kann mit Zweibein als Squad Automatic Weapon (SAW) oder mit einem Dreibein auf einer Lafette verwendet werden.
Der Lauf der Waffe ist austauschbar.
Das K3 ist außerdem die Standardbewaffnung des Kampfroboters Samsung SGR-A1.

## Verwendung
- Südkorea – Südkoreanische Streitkräfte
- Philippinen

## Galerie

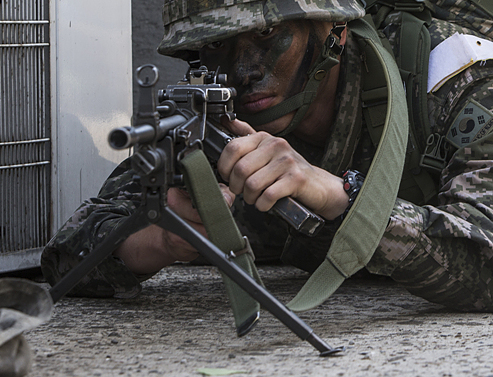
K3 mit STANAG-Magazin
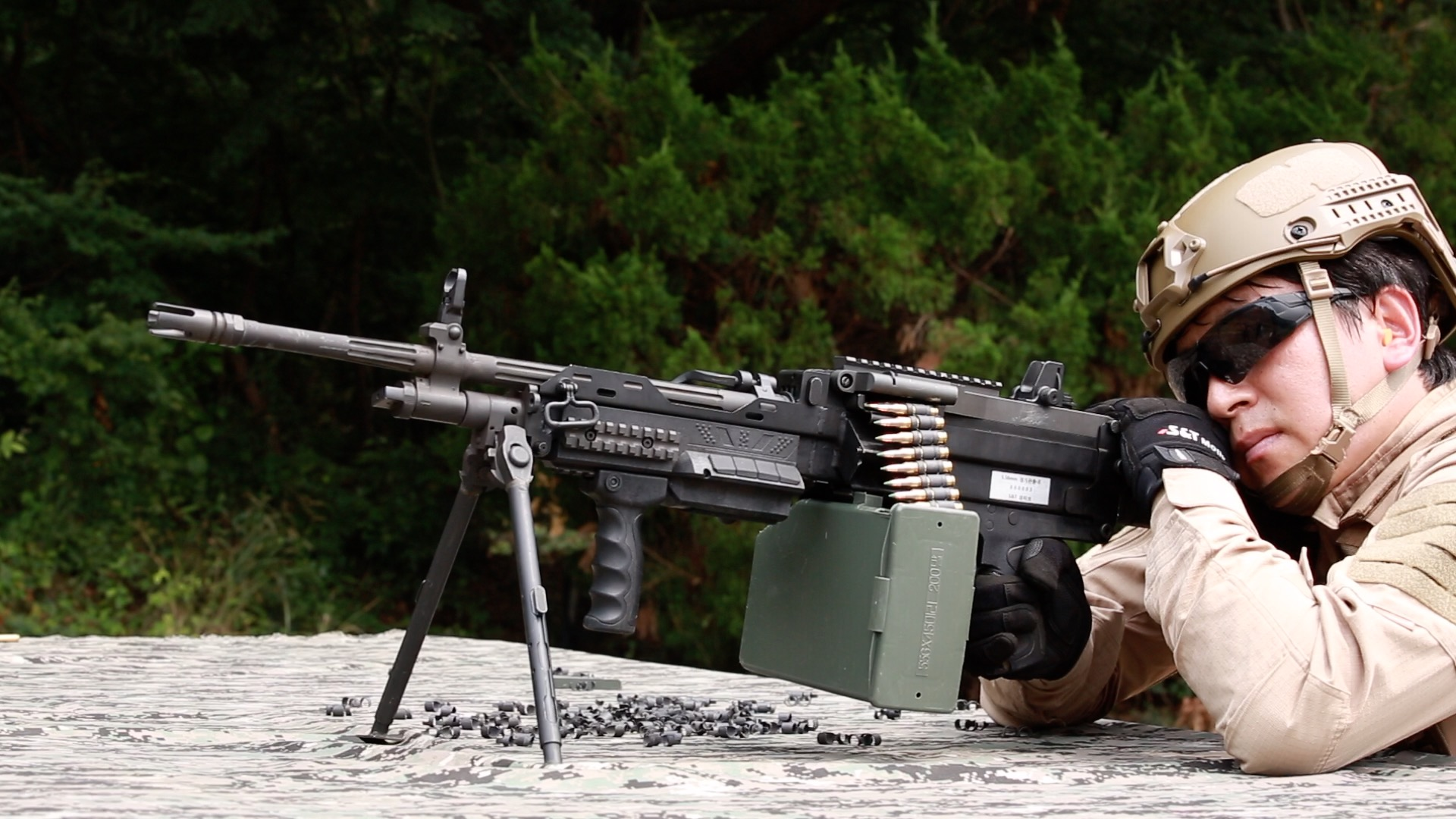
K-15 – ein modernisiertes K3
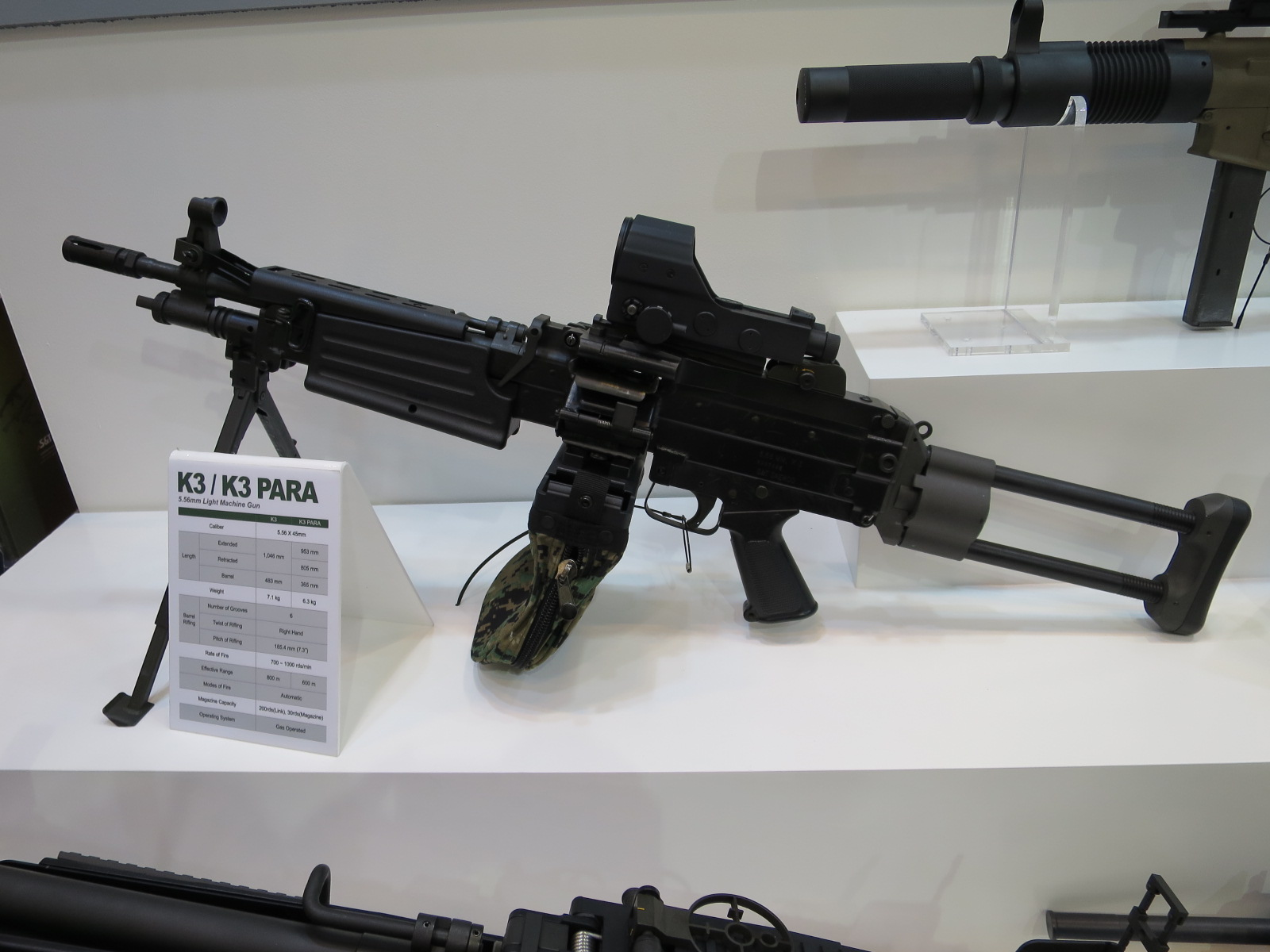
K3 Para